# 森豪士
森 豪士（もり つよし、1983年12月22日 - ）は、レプロエンタテインメント所属の男性モデル。
東京都出身。法政大学卒業。日本とオーストラリアのハーフ。
趣味は読書、散歩。
特技はサーフィン、スノーボード、DJ。
普通自動車免許、自動二輪の免許をもっている。

## 出演

### 雑誌
- Men's JOKER
- FINEBOYS
- POPEYE
- HDP
- CanCam
- an・an
- smart
- COOL TRANS
- MEN'S NON-NO
- begin
- Oggi
- Glam2
- Street Jack
- WOOFIN'
- Ollie
- BOYS RUSH
- CLASSY
- COVER FOR STARS

### ショー
- 東京コレクション「TAISHI NOBUKUNI」
- 東京コレクション「ambiance」
- 東京コレクション「United Arrows×誉田屋」
- 東京コレクション「garconshinois」
- 55DSL
- adidas
- PUMA
- NIKE
- Point Collection
- 表参道コレクション
- Laforet Men's Exhibition
- Arms collection
- 黒船2011
- 香林坊ファッションショー

### ドラマ
- 「大魔神カノン」メインキャストサワモリ役(TX)
- 「Q.E.D.〜証明終了〜」(NHK)
- 「BOYSエステ」(TX)

### 映画
- 「ワルボロ」リンリン役（東映）
- 吉本Director's 100「暁に死、抱きしめて」主演

### PV
- Juliet「23:45」
- 童子-T feat.清水翔太「ONE LOVE」

### ラジオ
- 「坂上みきのENTERMAX」(TFM)

### イメージキャラクター
- 株式会社マックハウス

### その他
- レスリー・キー写真集「SUPER TOKYO」（2010年）